# Ruth Wanjiru

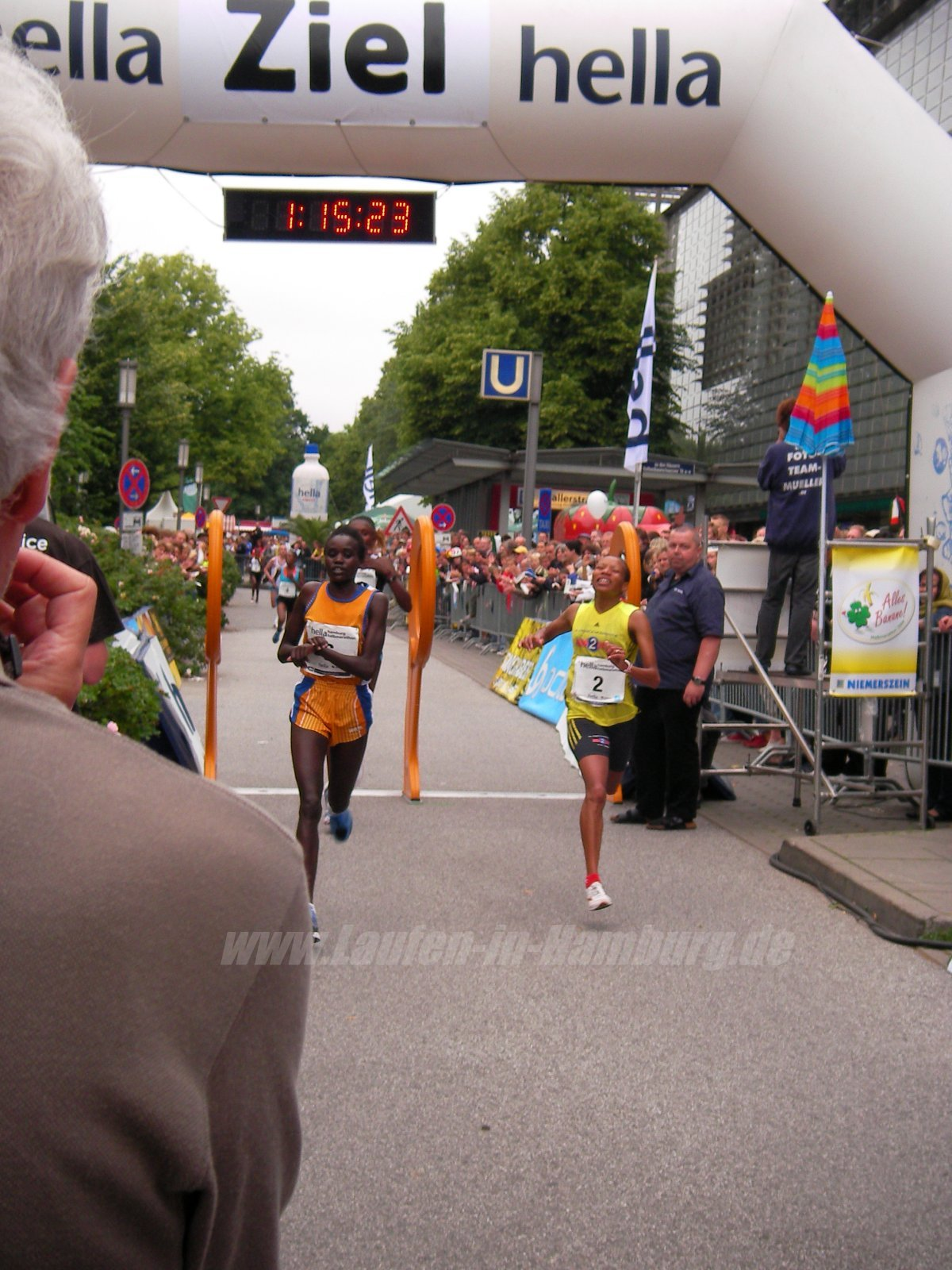
Ruth Wanjiru (rechts) unterliegt beim 15. hella Halbmarathon Hamburg sehr knapp Caroline Chepkwony

Ruth Wanjiru (* 9. November 1981) ist eine kenianische Langstreckenläuferin.
Ihre Bestzeiten laut IAAF-Profil mit Stand vom 30. Juni 2009 sind u. a. 1:10:04 über Halbmarathon (2006) und 2:27:38 im Marathon (2009).
2009 unterlag sie beim 15. hella Halbmarathon Hamburg in 1:15:23 sehr knapp Caroline Chepkwony.